# Brésil aux Jeux olympiques d'été de 2016
Le Brésil participe aux Jeux olympiques d'été de 2016 à Rio de Janeiro en tant que nation organisatrice. Il s'agit de sa 22e participation à des Jeux d'été.

## Médailles d'or
| Sport              | Discipline            | Athlète(s) | Performance                         | Date    |
| ------------------ | --------------------- | --- | ----------------------------------- | ------- |
| Médailles d'or : 7 |                       | |                                     |         |
| Athlétisme         | Saut à la perche      | Thiago Braz da Silva | 6,03 m (RO)                         | 15 août |
| Beach-volley       | Tournoi masculin      | Alison Bruno Schmidt | 21-19 / 21-17 contre Lupo / Nicolai | 18 août |
| Boxe               | Légers (-60 kg)       | Robson Conceição | 3-0 contre Oumiha                   | 16 août |
| Football           | Tournoi masculin      | Douglas Santos Felipe Anderson Fernando Prass Gabriel Barbosa Gabriel Jesus Luan Marquinhos Neymar Rafinha Renato Augusto Rodrigo Caio Rodrigo Dourado Thiago Maia Uilson Walace William Zeca | 1-1 (5-4) contre l'Allemagne        | 20 août |
| Judo               | Moins de 57 kg femmes | Rafaela Silva | Waza ari contre Sumiyaa             | 8 août  |
| Voile              | 49er FX femmes        | Martine Grael Kahena Kunze | 48 pts                              | 18 août |
| Volley-ball        | Tournoi masculin      | Bruno Rezende Ricardo Lucarelli Lucas Saatkamp Wallace Maurício Silva Serginho Luiz Felipe Fonteles Douglas Souza Evandro Guerra Éder William Maurício Luiz de Souza                          | 3 - 0 contre l'Italie               | 21 août |

## Médailles d'argent
| Sport                  | Discipline                          | Athlète(s)                   | Performance                               | Date    |
| ---------------------- | ----------------------------------- | ---------------------------- | ----------------------------------------- | ------- |
| Médailles d'argent : 6 |                                     |                              |                                           |         |
| Beach-volley           | Tournoi féminin                     | Ágatha Bárbara               | 18-21 / 14-21 contre Ludwig / Walkenhorst | 17 août |
| Canoë-kayak            | C1 - 1 000 m hommes                 | Isaquias Queiroz             | 3 min 58 s 52                             | 16 août |
| Canoë-kayak            | C2 - 1 000 m hommes                 | Isaquias Queiroz Erlon Silva | 3 min 44 s 81                             | 20 août |
| Gymnastique artistique | Sol hommes                          | Diego Hypólito               | 15,533 pts                                | 14 août |
| Gymnastique artistique | Anneaux hommes                      | Arthur Zanetti               | 15,766 pts                                | 15 août |
| Tir                    | Pistolet à 10 m air comprimé hommes | Felipe Almeida Wu            | 202,1 pts                                 | 6 août  |

## Médaille de bronze
| Sport                   | Discipline             | Athlète(s)                 | Performance          | Date    |
| ----------------------- | ---------------------- | -------------------------- | -------------------- | ------- |
| Médailles de bronze : 6 |                        |                            |                      |         |
| Canoë-kayak             | C1 - 200 m hommes      | Isaquias Queiroz           | 39 s 62              | 18 août |
| Judo                    | Moins de 78 kg femmes  | Mayra Aguiar               | Yuko contre Castillo | 11 août |
| Judo                    | Plus de 100 kg hommes  | Rafael Silva               | Yuko contre Tangriev | 12 août |
| Gymnastique artistique  | Sol hommes             | Arthur Mariano             | 15,433 pts           | 14 août |
| Natation                | 10 km eau libre femmes | Poliana Okimoto            | 1 h 56 min 51 s 04   | 15 août |
| Taekwondo               | plus de 80 kg hommes   | Maicon de Andrade Siqueira | 5 - 4 contre Cho     | 20 août |

## Aviron
Légende: FA = finale A (médaille) ; FB = finale B (pas de médaille) ; FC = finale C (pas de médaille) ; FD = finale D (pas de médaille) ; FE = finale E (pas de médaille) ; FF = finale F (pas de médaille) ; SA/B = demi-finales A/B ; SC/D = demi-finales C/D ; SE/F = demi-finales E/F ; QF = quarts de finale; R= repêchage
| Athlète                       | Compétition                        | Séries        | Séries | Repêchage     | Repêchage | Demi-finales  | Demi-finales | Finale        | Finale |
| Athlète                       | Compétition                        | Temps         | Rang   | Temps         | Rang      | Temps         | Rang         | Temps         | Rang   |
| ----------------------------- | ---------------------------------- | ------------- | ------ | ------------- | --------- | ------------- | ------------ | ------------- | ------ |
| William Giaretton Xavier Vela | Deux de couple poids légers hommes | 6 min 31 s 13 | 5 R    | 7 min 11 s 20 | 5 SC/D    | 7 min 27 s 34 | 1 FC         | 6 min 44 s 80 | 14     |
| Vanessa Cozzi Fernanda Nunes  | Deux de couple poids légers femmes | 7 min 20 s 79 | 3 R    | 8 min 15 s 53 | 5 SC/D    | 8 min 14 s 06 | 2 FC         | 7 min 44 s 78 | 15     |

## Badminton
| Athlète                 | Compétition   | Phase de groupes                  | Phase de groupes                | Phase de groupes | Phase de groupes | 1/8e de finale   | Quarts de finale | Demi-finales     | Finale           | Finale   |
| Athlète                 | Compétition   | Adversaire Score                  | Adversaire Score                | Adversaire Score | Rang             | Adversaire Score | Adversaire Score | Adversaire Score | Adversaire Score | Rang     |
| ----------------------- | ------------- | --------------------------------- | ------------------------------- | ---------------- | ---------------- | ---------------- | ---------------- | ---------------- | ---------------- | -------- |
| Ygor Coelho de Oliveira | Simple hommes | battu par Evans 8-21, 21-19, 8-21 | battu par Zwiebler 12-21, 12-21 | exempt           | 3e Gr. K         | Éliminé          | Éliminé          | Éliminé          | Éliminé          | Éliminé  |
| Lohaynny Vicente        | Simple dames  | battue par Ulitina 13-21, 13-21   | battue par Nehwal 17-21, 17-21  | exempt           | 3e Gr. G         | Éliminée         | Éliminée         | Éliminée         | Éliminée         | Éliminée |

## Basket-ball

### Tournoi masculin
L'équipe du Brésil de basket-ball gagne sa place en tant que pays organisateur.

### Tournoi féminin
L'équipe du Brésil de basket-ball féminin gagne sa place en tant que pays organisateur.

## Canoë-kayak

### Slalom
|                                  | Compétition | Éliminatoires | Éliminatoires | Éliminatoires | Éliminatoires | Éliminatoires | Éliminatoires | Demi-finales  | Demi-finales  | Finale        | Finale        |
| Course 1                         | Compétition | Rang          | Course 2      | Rang          | Total         | Rang          | Résultat      | Rang          | Résultat      | Rang          |               |
| -------------------------------- | ----------- | ------------- | ------------- | ------------- | ------------- | ------------- | ------------- | ------------- | ------------- | ------------- | ------------- |
| Felipe Borges                    | C1 hommes   | 122 s 30      | 19            | 105 s 14      | 14            | 105 s 14      | 16            | Pas qualifié  | Pas qualifié  | Pas qualifié  | Pas qualifié  |
| Charles Corrêa Anderson Oliveira | C2 hommes   | 107 s 71      | 7             | 106 s14       | 4             | 106 s 14      | 7 Q           |               |               |               |               |
| Pedro Gonçalves da Silva (en)    | K1 hommes   | 88 s 48       | 2             | 90 s 61       | 7             | 88 s 48       | 5 Q           | 95 s 68       | 10 Q          | 91 s 54       | 6             |
| Ana Sátila                       | K1 femmes   | 110 s 80      | 12            | 149 s 12      | 17            | 110 s 80      | 17            | Pas qualifiée | Pas qualifiée | Pas qualifiée | Pas qualifiée |

## Cyclisme

### Cyclisme sur route
| Athlète            | Compétition     | Temps           | Rang        |
| ------------------ | --------------- | --------------- | ----------- |
| Murilo Fischer     | Course en ligne | 6 h 41 min 52 s | hors limite |
| Kléber Ramos       | Course en ligne | non terminé     | NC          |
| Clemilda Fernandes | Course en ligne | 4 h 14 min 39 s | nors temps  |
| Flávia Oliveira    | Course en ligne | 3 h 51 min 47 s | 7e          |

### Cyclisme sur piste
Omnium
| Athlète          | Compétition   | Scratch | Poursuite | Poursuite | Élimination | Contre-la-montre | Contre-la-montre | Tour lancé | Tour lancé | Course aux points | Course aux points | Total | Rang |
| Athlète          | Compétition   | Rang    | Temps     | Rang      | Rang        | Temps            | Rang             | Temps      | Rang       | Points            | Rang              | Total | Rang |
| ---------------- | ------------- | ------- | --------- | --------- | ----------- | ---------------- | ---------------- | ---------- | ---------- | ----------------- | ----------------- | ----- | ---- |
| Gideoni Monteiro | Omnium hommes |         |           |           |             |                  |                  |            |            |                   |                   |       |      |

### VTT
| Athlète           | Compétition              | Temps | Rang |
| ----------------- | ------------------------ | ----- | ---- |
| Henrique Avancini | Cross-country VTT hommes |       |      |
| Rubens Donizete   | Cross-country VTT hommes |       |      |
| Raiza Goulão      | Cross-country VTT femmes |       |      |

### BMX
| Athlète            | Compétition | Qualifications | Qualifications | Quarts de finale | Quarts de finale | Demi-finales | Demi-finales | Finale   | Finale |
| Athlète            | Compétition | Résultat       | Rang           | Résultat         | Rang             | Résultat     | Rang         | Résultat | Rang   |
| ------------------ | ----------- | -------------- | -------------- | ---------------- | ---------------- | ------------ | ------------ | -------- | ------ |
| Renato Rezende     | BMX hommes  |                |                |                  |                  |              |              |          |        |
| Priscilla Carnaval | BMX femmes  |                |                | NC               | NC               |              |              |          |        |

## Équitation
Le Brésil, en tant que pays hôte, a automatiquement une équipe et un nombre maximum de quatre cavaliers dans chacune des trois disciplines : dressage, concours complet et saut d'obstacles.

### Dressage
| Athlète                                                                                         | Cheval           | Épreuve    | Grand Prix | Grand Prix | Grand Prix Spécial | Grand Prix Spécial | Grand Prix Libre | Grand Prix Libre | Total        | Total        |
| Athlète                                                                                         | Cheval           | Épreuve    | Score      | Rang       | Score              | Rang               | Technique        | Artistique       | Score        | Rang         |
| ----------------------------------------------------------------------------------------------- | ---------------- | ---------- | ---------- | ---------- | ------------------ | ------------------ | ---------------- | ---------------- | ------------ | ------------ |
| Luiza Tavares de Almeida                                                                        | Vendaval         | Individuel | 66.914     | 49         | Non qualifié       | Non qualifié       | Non qualifié     | Non qualifié     | Non qualifié | Non qualifié |
| Pedro Manuel Tavares de Almeida                                                                 | Xaparro do Vouga | Individuel | 65.714     | 53         | Non qualifié       | Non qualifié       | Non qualifié     | Non qualifié     | Non qualifié | Non qualifié |
| João Victor Marcari Oliva                                                                       | Xamã dos Pinhais | Individuel | 68.071     | 46         | Non qualifié       | Non qualifié       | Non qualifié     | Non qualifié     | Non qualifié | Non qualifié |
| Giovana Pass                                                                                    | Zingaro de Lyw   | Individuel | 67.700     | 47         | Non qualifié       | Non qualifié       | Non qualifié     | Non qualifié     | Non qualifié | Non qualifié |
| Luiza Tavares de Almeida Pedro Manuel Tavares de Almeida João Victor Marcari Oliva Giovana Pass |                  | Équipe     | 67.562     | 10         | Non qualifié       | Non qualifié       | NC               | NC               | 67.562       | 10           |

### Concours complet
| Athlète                                           | Cheval              | Épreuve    | Dressage  | Dressage | Cross-country | Cross-country | Cross-country | Saut d'obstacles | Saut d'obstacles | Saut d'obstacles | Saut d'obstacles | Saut d'obstacles | Saut d'obstacles | Total        | Total        |
| Athlète                                           | Cheval              | Épreuve    | Dressage  | Dressage | Cross-country | Cross-country | Cross-country | Qualifié         | Qualifié         | Qualifié         | Finale           | Finale           | Finale           | Total        | Total        |
| Athlète                                           | Cheval              | Épreuve    | Pénalités | Rang     | Pénalités     | Total         | Rang          | Pénalités        | Total            | Rang             | Pénalités        | Total            | Rang             | Pénalités    | Rang         |
| ------------------------------------------------- | ------------------- | ---------- | --------- | -------- | ------------- | ------------- | ------------- | ---------------- | ---------------- | ---------------- | ---------------- | ---------------- | ---------------- | ------------ | ------------ |
| Márcio Appel                                      | Iberon Jmen         | Individuel | 57.20 #   | 59       | 64.40         | 121.60        | 39            | 16.00            | 137.60           | 39               | Non qualifié     | Non qualifié     | Non qualifié     | 137.60       | 39           |
| Ruy Fonseca                                       | Tom Bombadill Too   | Individuel | 46.80     | 26       | 112.00 #      | 158.80 #      | 47            | Éliminé          | Éliminé          | Éliminé          | Non qualifié     | Non qualifié     | Non qualifié     | Non qualifié | Non qualifié |
| Márcio Jorge                                      | Lissy Mac Wayer     | Individuel | 50.00     | 44       | 20.00         | 70.00         | 24            | 10.00            | 80.00            | 22               | 8.00             | 88.00            | 25               | 88.00        | 25           |
| Carlos Paro                                       | Summon Up The Blood | Individuel | 47.30     | 33       | 4.00          | 51.30         | 7             | 12.00            | 63.30            | 12               | 12.00            | 75.30            | 18               | 75.30        | 18           |
| Márcio Appel Ruy Fonseca Márcio Jorge Carlos Paro |                     | Équipe     | 144.10    | 9        | 88.40         | 242.90        | 6             | 38.00            | 280.90           | 7                | NC               | NC               | NC               | 280.90       | 7            |

### Saut d'obstacles
| Athlète                                                            | Cheval                | Épreuve    | Qualification | Qualification | Qualification | Qualification | Qualification | Qualification  | Qualification  | Qualification  | Finale       | Finale       | Finale       | Finale       | Finale       | Total        | Total        |
| Athlète                                                            | Cheval                | Épreuve    | Premier tour  | Premier tour  | Deuxième tour | Deuxième tour | Deuxième tour | Troisième tour | Troisième tour | Troisième tour | Tour A       | Tour A       | Tour B       | Tour B       | Tour B       | Total        | Total        |
| Athlète                                                            | Cheval                | Épreuve    | Pénalités     | Rang          | Pénalités     | Total         | Rang          | Pénalités      | Total          | Rang           | Pénalités    | Rang         | Pénalités    | Total        | Rang         | Pénalités    | Rang         |
| ------------------------------------------------------------------ | --------------------- | ---------- | ------------- | ------------- | ------------- | ------------- | ------------- | -------------- | -------------- | -------------- | ------------ | ------------ | ------------ | ------------ | ------------ | ------------ | ------------ |
| Stephan Barcha                                                     | Landpeter do Feroleto | Individuel | 0             | =1 Q          | DSQ           | DSQ           | DSQ           | Non qualifié   | Non qualifié   | Non qualifié   | Non qualifié | Non qualifié | Non qualifié | Non qualifié | Non qualifié | Non qualifié | Non qualifié |
| Álvaro de Miranda Neto                                             | Cornetto K            | Individuel | 0             | =1 Q          | 0             | 0             | =1 Q          | 4              | 4              | =7 Q           | 4            | =16 Q        | 0            | 4            | =9           | 4            | =9           |
| Eduardo Menezes                                                    | Quintol               | Individuel | 4 #           | =27 Q         | 0             | 4             | =15 Q         | 4              | 8              | =18 Q          | 8            | =28          | Non qualifié | Non qualifié | Non qualifié | Non qualifié | Non qualifié |
| Pedro Veniss                                                       | Quabri de L'Isle      | Individuel | 0             | =1 Q          | 0             | 0             | =1 Q          | 5              | 5              | =13 Q          | 4            | =16 Q        | 1            | 5            | =16          | 5            | =16          |
| Stephan Barcha Álvaro de Miranda Neto Eduardo Menezes Pedro Veniss |                       | Équipe     | 0             | =1            | 0             | NC            | =1 Q          | 13             | 13             | 5              | NC           | NC           | NC           | NC           | NC           | 13           | 5            |

## Escrime
| Athlète                                             | Compétition         | 1/32 de finale   | 1/16 de finale   | 1/8 de finale    | Quarts de finale | Demi-finales     | Finale Match pour la médaille de bronze Matchs de classement 5-8 | Rang |
| Athlète                                             | Compétition         | Adversaire Score | Adversaire Score | Adversaire Score | Adversaire Score | Adversaire Score | Adversaire Score                                                 | Rang |
| --------------------------------------------------- | ------------------- | ---------------- | ---------------- | ---------------- | ---------------- | ---------------- | ---------------------------------------------------------------- | ---- |
| Nicolas Fereira                                     | Épée individuelle   | Limardo 9-15     | Éliminé          | Éliminé          | Éliminé          | Éliminé          | Éliminé                                                          | 37e  |
| Guilherme Melaragno                                 | Épée individuelle   | Jiao 13-15       | Éliminé          | Éliminé          | Éliminé          | Éliminé          | Éliminé                                                          | 35e  |
| Athos Schwantes                                     | Épée individuelle   | Beran 8-6        | Grumier 7-15     | Éliminé          | Éliminé          | Éliminé          | Éliminé                                                          | 32e  |
| Nicolas Fereira Guilherme Melaragno Athos Schwantes | Épée par équipes    | NC               | NC               | Venezuela 25-45  | Éliminés         | Éliminés         | Éliminés                                                         | 9es  |
| Henrique Marques                                    | Fleuret individuel  | Exempt           | Essam 8-15       | Éliminé          | Éliminé          | Éliminé          | Éliminé                                                          | 34e  |
| Ghislain Perrier                                    | Fleuret individuel  | Exempt           | Ma 14-15         | Éliminé          | Éliminé          | Éliminé          | Éliminé                                                          | 15e  |
| Guilherme Toldo                                     | Fleuret individuel  | Pranz 15-14      | Ōta 15-13        | Cheung 15-10     | Garozzo 8-15     | Éliminé          | Éliminé                                                          | 8e   |
| Henrique Marques Ghislain Perrier Guilherme Toldo   | Fleuret par équipes | NC               | NC               | NC               | Italie 27-45     | Éliminés         | Chine 41-43 Égypte 39-45                                         | 8es  |
| Renzo Agresta                                       | Sabre individuel    | NC               | Bazadze 3-15     | Éliminé          | Éliminé          | Éliminé          | Éliminé                                                          | 21e  |

| Athlète                                         | Compétition        | 1/32 de finale    | 1/16 de finale   | 1/8 de finale    | Quarts de finale | Demi-finales     | Finale Match pour la médaille de bronze Matchs de classement 5-8 | Rang |
| Athlète                                         | Compétition        | Adversaire Score  | Adversaire Score | Adversaire Score | Adversaire Score | Adversaire Score | Adversaire Score                                                 | Rang |
| ----------------------------------------------- | ------------------ | ----------------- | ---------------- | ---------------- | ---------------- | ---------------- | ---------------------------------------------------------------- | ---- |
| Rayssa Costa                                    | Épée individuelle  | Géroudet 15-13    | Besbes 8-15      | Éliminée         | Éliminée         | Éliminée         | Éliminée                                                         | 31e  |
| Nathalie Moellhausen                            | Épée individuelle  | Exempte           | Hurley 15-12     | Candassamy 15-12 | Rembi 11-15      | Éliminée         | Éliminée                                                         | 6e   |
| Amanda Simeão                                   | Épée individuelle  | Candassamy 6-15   | Éliminée         | Éliminée         | Éliminée         | Éliminée         | Éliminée                                                         | 35e  |
| Rayssa Costa Nathalie Moellhausen Amanda Simeão | Épée par équipes   | NC                | NC               | Ukraine 32-45    | Éliminées        | Éliminées        | Éliminées                                                        | 9es  |
| Ana Beatriz Bulcão                              | Fleuret individuel | Călugăreanu 15-13 | Deriglazova 6-15 | Éliminée         | Éliminée         | Éliminée         | Éliminée                                                         | 31e  |
| Taís Rochel                                     | Fleuret individuel | al-Omair 15-0     | Shanayeva 13-15  | Éliminée         | Éliminée         | Éliminée         | Éliminée                                                         | 30e  |
| Marta Baeza Centurion                           | Sabre individuel   | Jozwiak 2ab.-4    | Éliminée         | Éliminée         | Éliminée         | Éliminée         | Éliminée                                                         | 33e  |

## Football

### Tournoi masculin
L'équipe du Brésil olympique de football gagne sa place en tant que pays organisateur.

### Tournoi féminin
L'équipe du Brésil féminine de football gagne sa place en tant que pays organisateur.

## Handball

### Tournoi masculin
L'équipe du Brésil de handball masculin gagne sa place en tant que pays organisateur.
| Sélectionneur            | Sélectionneur      | Jordi Ribera             | Jordi Ribera | Jordi Ribera                        |
| N°                       | Nom                | Date de naissance et âge | Sél. (buts)  | Club                                |
| Gardiens de but          |                    |                          |              |                                     |
| 1                        | Maik Santos        | 6 septembre 1980         | 206 (3)      | Handebol Taubaté                    |
| 89                       | César Almeida      | 6 janvier 1989           | 59 (0)       | BM Granollers                       |
| Ailiers                  |                    |                          |              |                                     |
| 9                        | Lucas Cândido      | 19 mars 1989             | 55 (107)     | Handebol Taubaté                    |
| 33                       | André Soares       | 13 février 1989          | 51 (85)      | Handebol Taubaté                    |
| 19                       | Fábio Chiuffa      | 10 mars 1989             | 103 (221)    | AD Ciudad de Guadalajara            |
| Arrières et Demi-centres |                    |                          |              |                                     |
| 2                        | Henrique Teixeira  | 27 février 1989          | 100 (145)    | BM Granollers                       |
| 4                        | João Pedro Silva   | 29 janvier 1994          | 50 (99)      | Chambéry Savoie Mont-Blanc Handball |
| 10                       | José Toledo        | 11 janvier 1994          | 53 (119)     | Orlen Wisła Płock                   |
| 14                       | Thiagus dos Santos | 25 janvier 1989          | 0 (0)        | SC Pick Szeged                      |
| 13                       | Diogo Hubner       | 30 janvier 1983          | 55 (95)      | UM São Caetano do Sul               |
| 15                       | Oswaldo Guimarães  | 23 octobre 1989          | 47 (68)      | CB Villa de Aranda                  |
| 21                       | Leonardo Santos    | 3 mai 1994               | 21 (38)      | CB Ademar León                      |
| 21                       | Haniel Langaro     | 7 mars 1995              | 21 (41)      | Naturhouse La Rioja                 |
| Pivot                    |                    |                          |              |                                     |
| 17                       | Alexandro Pozzer   | 21 décembre 1988         | 61 (79)      | BM Puerto Sagunto                   |

### Tournoi féminin
L'équipe du Brésil de handball féminin gagne sa place en tant que pays organisateur.

## Hockey sur gazon

### Tournoi masculin
L'équipe du Brésil de hockey sur gazon gagne sa place en tant que pays organisateur.

## Natation
| Athlète                                                          | Épreuve          | Séries        | Séries | Demi-finales | Demi-finales | Finale   | Finale   |
| Athlète                                                          | Épreuve          | Temps         | Rang   | Temps        | Rang         | Temps    | Rang     |
| ---------------------------------------------------------------- | ---------------- | ------------- | ------ | ------------ | ------------ | -------- | -------- |
| Daynara de Paula                                                 | 100 m papillon   | 57 s 92       | 14 Q   | 58 s 65      | 16           | Éliminée | Éliminée |
| Daiene Dias                                                      | 100 m papillon   | 58 s 15       | 15 Q   | 58 s 52      | 14           | Éliminée | Éliminée |
| Joanna Maranhão                                                  | 400 m 4 nages    | 4 min 38 s 88 | 15e    | NC           | NC           | Éliminée | Éliminée |
| Larissa Oliveira Etiene Medeiros Daynara de Paula Manuella Lyrio | 4 × 100 m libre  | 3 min 39 s 40 | 11e    | NC           | NC           | Éliminée | Éliminée |
| Etiene Medeiros                                                  | 100 m dos femmes | 1 min 01 s 70 | 25e    | Éliminée     | Éliminée     | Éliminée | Éliminée |

| Athlète           | Épreuve       | Séries        | Séries | Demi-finales | Demi-finales | Finale  | Finale  |
| Athlète           | Épreuve       | Temps         | Rang   | Temps        | Rang         | Temps   | Rang    |
| ----------------- | ------------- | ------------- | ------ | ------------ | ------------ | ------- | ------- |
| Brandonn Almeida  | 400 m 4 nages | 4 min 17 s 25 | 15e    | NC           | NC           | Éliminé | Éliminé |
| Luiz Altamir Melo | 400 m libre   | 3 min 50 s 82 | 32e    | NC           | NC           | Éliminé | Éliminé |
| Felipe França     | 100 m brasse  | 59 s 01       | 3e Q   | 59 s 35      | 6e Q         | 59 s 38 | 7e      |
| João Gomes        | 100 m brasse  | 59 s 46       | 8e Q   | 59 s 40      | 7e Q         | 59 s 31 | 5e      |

## Rugby à sept

### Tournoi masculin
L'équipe du Brésil de rugby à sept gagne sa place en tant que pays organisateur.
Effectif
Sélection :
- Lucas Duque
- André Silva
- Arthur Bergo
- Daniel Sancerre
- Felipe Sancery
- Felipe Silva
- Gustavo Albuquerque
- Juliano Fiori
- Laurent Bourda-Couhet
- Martin Schaefer
- Moisés Duque
- Stefano Giantorno

Entraîneur principal : Andrés Romagnoli
Phase de poules
| Rang | Pays       | J | V | N | D | Pm | Pe | Diff | Pts |
| ---- | ---------- | - | - | - | - | -- | -- | ---- | --- |
| 1    | Fidji      | 3 | 3 | 0 | 0 | 87 | 45 | +42  | 9   |
| 2    | Argentine  | 3 | 2 | 0 | 1 | 62 | 35 | +27  | 7   |
| 3    | États-Unis | 3 | 1 | 0 | 2 | 59 | 43 | +16  | 5   |
| 4    | Brésil     | 3 | 0 | 0 | 3 | 12 | 97 | -85  | 2   |

|  | Qualifié pour les quarts de finale    |
|  | Qualifié pour le classement de 9 à 12 |

Le détail des rencontres de poule de l'équipe est le suivant :
| 9 août 2016 13 h 30 UTC-3 | Fidji | 40 - 12 (7 - 5) | Brésil                                                                      | stade de Deodoro, Rio de Janeiro |
| 9 août 2016 13 h 30 UTC-3 | Essai(s) : Veremalua (6e, 12), Kolinisau (8e), Tuisova (9e, 13e), Viriviri (10e) Transformation(s) : Kolinisau (6e), Ravouvou (8e, 10e, 12e, 13e) |                 | Essai(s) : Claro (4e), Albuquerque (14e) Transformation(s) : A. Silva (14e) | stade de Deodoro, Rio de Janeiro |
| 9 août 2016 13 h 30 UTC-3 | |                 |                                                                             | stade de Deodoro, Rio de Janeiro |

| 9 août 2016 18 h UTC-3 | États-Unis                                                                                          | 26 - 0 (14 - 0) | Brésil | stade de Deodoro, Rio de Janeiro |
| 9 août 2016 18 h UTC-3 | Essai(s) : Niua (3e), Ebner (7e), Isles (13e), Unufe (14e) Transformation(s) : Hughes (3e, 7e, 14e) |                 |        | stade de Deodoro, Rio de Janeiro |
| 9 août 2016 18 h UTC-3 | |                 |        | stade de Deodoro, Rio de Janeiro |

| 10 août 2016 13 h UTC-3 | Argentine | 31 - 0 | Brésil | stade de Deodoro, Rio de Janeiro |
| 10 août 2016 13 h UTC-3 |           |        |        | stade de Deodoro, Rio de Janeiro |
| 10 août 2016 13 h UTC-3 |           |        |        | stade de Deodoro, Rio de Janeiro |

### Tournoi féminin
L'équipe du Brésil de rugby à sept féminin gagne sa place en tant que pays organisateur.
Effectif
Entraîneur principal : Chris Neill
| Arrières | Arrières        | Avants | Avants                     |
| -------- | --------------- | ------ | -------------------------- |
| 4        | Edna Santini    | 1      | Juliana Esteves dos Santos |
| 5        | Paula Ishibashi | 2      | Luiza Campos               |
| 6        | Tais Balconi    | 3      | Júlia Sardá                |
| 7        | Haline Scatrut  | 8      | Beatriz Futuro Muhlbauer   |
| 10       | Raquel Kochhann | 9      | Amanda Araújo              |
| 11       | Isadora Cerullo | 13     | Mariana Barbosa Ramalho    |
| 12       | Cláudia Teles   |        |                            |

Phase de poules
| Rang | Pays            | J | V | N | D | Pm | Pe  | Diff | Pts |
| ---- | --------------- | - | - | - | - | -- | --- | ---- | --- |
| 1    | Grande-Bretagne | 3 | 3 | 0 | 0 | 91 | 3   | +88  | 9   |
| 2    | Canada          | 3 | 2 | 0 | 1 | 83 | 22  | +61  | 7   |
| 3    | Brésil          | 3 | 1 | 0 | 2 | 29 | 93  | -64  | 5   |
| 4    | Japon           | 3 | 0 | 0 | 3 | 10 | 111 | -101 | 3   |

|  | Qualifié pour les quarts de finale    |
|  | Qualifié pour le classement de 9 à 12 |

Le détail des rencontres de poule de l'équipe est le suivant :
| 6 août 2016 12 h UTC-3 | Grande-Bretagne | 29 - 3 | Brésil | stade de Deodoro, Rio de Janeiro |
| 6 août 2016 12 h UTC-3 |                 |        |        | stade de Deodoro, Rio de Janeiro |
| 6 août 2016 12 h UTC-3 |                 |        |        | stade de Deodoro, Rio de Janeiro |

| 6 août 2016 17 h 30 UTC-3 | Canada | 38 - 0 | Brésil | stade de Deodoro, Rio de Janeiro |
| 6 août 2016 17 h 30 UTC-3 |        |        |        | stade de Deodoro, Rio de Janeiro |
| 6 août 2016 17 h 30 UTC-3 |        |        |        | stade de Deodoro, Rio de Janeiro |

| 7 août 2016 12 h UTC-3 | Brésil | 26 - 10 | Japon | stade de Deodoro, Rio de Janeiro |
| 7 août 2016 12 h UTC-3 |        |         |       | stade de Deodoro, Rio de Janeiro |
| 7 août 2016 12 h UTC-3 |        |         |       | stade de Deodoro, Rio de Janeiro |

## Tir à l'arc
| Athlète                                                           | Compétition | Tour préliminaire | Tour préliminaire | 1er tour                      | 2e tour                      | 3e tour          | Quarts de finale | Demi-finales     | Match pour la médaille de bronze | Match pour la médaille de bronze | Finale           | Finale |
| Athlète                                                           | Compétition | Score             | Rang              | Adversaire Score              | Adversaire Score             | Adversaire Score | Adversaire Score | Adversaire Score | Adversaire Score                 | Rang                             | Adversaire Score | Rang   |
| ----------------------------------------------------------------- | ----------- | ----------------- | ----------------- | ----------------------------- | ---------------------------- | ---------------- | ---------------- | ---------------- | -------------------------------- | -------------------------------- | ---------------- | ------ |
| Marcus Vinicius D'Almeida                                         | Individuel  | 658               | 34e               | Battu par Jake Kaminski 2 - 6 | non qualifié                 | non qualifié     | non qualifié     | non qualifié     | non qualifié                     | non qualifié                     | non qualifié     | 35e    |
| Bernardo Oliveira                                                 | Individuel  | 651               | 45e               | Bat Alec Potts 6 - 4          | Battu par Ricardo Soto 1 - 7 | non qualifié     | non qualifié     | non qualifié     | non qualifié                     | non qualifié                     | non qualifié     | 27e    |
| Daniel Rezende Xavier                                             | Individuel  | 639               | 53e               | Battu par Lee Seung-yun 2 - 6 | non qualifié                 | non qualifié     | non qualifié     | non qualifié     | non qualifié                     | non qualifié                     | non qualifié     | 62e    |
| Marcus Vinicius D'Almeida Bernardo Oliveira Daniel Rezende Xavier | Par équipes | 1948              | 11e               | Battu par Chine 2 - 6         | non qualifié                 | non qualifié     | non qualifié     | non qualifié     | non qualifié                     | non qualifié                     | non qualifié     | 10e    |

| Athlète                 | Compétition | Tour préliminaire | Tour préliminaire | 1er tour                                | 2e tour                | 3e tour                        | Quarts de finale | Demi-finales     | Match pour la médaille de bronze | Match pour la médaille de bronze | Finale           | Finale |
| Athlète                 | Compétition | Score             | Rang              | Adversaire Score                        | Adversaire Score       | Adversaire Score               | Adversaire Score | Adversaire Score | Adversaire Score                 | Rang                             | Adversaire Score | Rang   |
| ----------------------- | ----------- | ----------------- | ----------------- | --------------------------------------- | ---------------------- | ------------------------------ | ---------------- | ---------------- | -------------------------------- | -------------------------------- | ---------------- | ------ |
| Ane Marcelle dos Santos | Individuel  | 637               | 26e               | Bat Saori Nagamine 7 - 3                | Bat Alice Ingley 6 - 0 | Battue par Naomi Folkard 2 - 6 | non qualifié     | non qualifié     | non qualifié                     | non qualifié                     | non qualifié     | 10e    |
| Sarah Nikitin           | Individuel  | 609               | 50e               | Battu par Kang Un-ju Modèle:PKR-d 0 - 6 | non qualifiée          | non qualifiée                  | non qualifiée    | non qualifiée    | non qualifiée                    | non qualifiée                    | non qualifiée    | 53e    |
| Marina Canetta          | Individuel  | 599               | 54e               | Battue par Qi Yuhong 1 - 7              | non qualifiée          | non qualifiée                  | non qualifiée    | non qualifiée    | non qualifiée                    | non qualifiée                    | non qualifiée    | 39e    |
|                         | Par équipes | 1845              | 11e               | Battue par Italie 0 - 6                 | non qualifiée          | non qualifiée                  | non qualifiée    | non qualifiée    | non qualifiée                    | non qualifiée                    | non qualifiée    | 9e     |

## Volley-ball

### Tournoi masculin
L'équipe du Brésil de volley-ball gagne sa place en tant que pays organisateur.

### Tournoi féminin
L'équipe du Brésil de volley-ball féminin gagne sa place en tant que pays organisateur.

## Water-polo

### Tournoi masculin
L'équipe du Brésil de water-polo masculin gagne sa place en tant que pays organisateur.

### Tournoi féminin
L'équipe du Brésil de water-polo féminin gagne sa place en tant que pays organisateur.